# Uniklubi
Uniklubi é uma banda de rock finlandesa. 
Uniklubi é uma banda finlandesa fundada em 1999 e composta por Jussi Selo, Janne Selo, Pasi Viitala, Teemu Rajamäki e Antti Matikainen. Inicialmente a banda chamava-se Pincenez, mas foi renomeada para Uniklubi (Clube de Sonho). 

## Membros
- Jussi Selo - vocalista
- Janne Selo - guitarra e coro
- Pasi Viitala - guitarra electrónica
- Teemu Rajamäki - baixo e coro
- Antti Matikainen - bateria

## História
A banda foi fundada em 1999 por Jussi Selo e Pasi Viitala e, na altura, chamava-se Pincenez, uma palavra francesa que se refere a um tipo de óculos. As primeiras canções tocadas eram covers em inglês, mas logo que a banda começou a escrever as suas próprias canções o idioma escolhido foi o finlandês, uma vez que Jussi Selo se sentia mais á vontade na sua língua materna. O nome da banda foi depois alterado para Uniklubi.
Depois de darem os primeiros concertos, conseguiram juntar dinheiro para gravar as primeiras demos. 
Enquanto gravavam o primeiro álbum Rakkautta Ja Piikkilankaa (Amor e Arame Farpado), o baterista deixou a banda, tendo sido substituído por Antti Matikainen. 
O primeiro single desta banda foi Rakkautta Ja Piikkilankaa, que foi votada como a mais popular canção do ano pela YleX. Uniklubi ganhou o seu primeiro prémio importante: um Emma Award e o álbum Rakkautta Ja Piikkilankaa atingiu a platina na Finlândia.
O segundo álbum Kehä (círculo)  foi lançado a 2 de Novembro de 2005 e entrou para o primeiro lugar dos tops e manteve a sua posição ao longo de 20 semanas.  
Durante o Verão de 2006, depois de ter perdido a voz durante um concerto, foi diagnosticado a Jussi Selo um inchaço nas suas cordas vocais. A banda foi obrigada a cancelar a tournée pela Alemanha. Jussi Selo foi submetido a uma cirurgia gutural. 
Quando o cantor voltou a cantar em público, a sua voz tornou-se mais limpa. 
Em 2007 a banda entrou em estúdio e em Maio lançaram o single Vnus. O novo álbum, Luotisade (Chuva de Balas) foi lançado em Agosto.
Em Novembro de 2008, a banda lançou um álbum de fotos intitulado "Rakkaudesta Hulluuteen" (Do amor à loucura ). O livro, compilado pelo famoso Jarkko Tiitinen, retrata a banda pela tournée de 2008. Um single foi editado, com o mesmo nome, juntamente com o videoclip.
Também nessa altura, foi editado o álbum de compilação "Kaikki Mitä Mä Annoin 2003-2008" (Tudo o que eu dei) - a edição especial contém um dvd com toda a videografia da banda, incluído dois vídeos ao vivo mais um documentário exclusivo.
Já em Janeiro de 2009, a banda lançou o single "Polje". O álbum Syvään Valoon foi lançado em Março de 2009 - os singles e EP "Kukka" e "Mitä Vittua" foram editados ao longo desse Verão.

## Discografia

### Álbuns
- 2004: Rakkautta ja piikkilankaa
- 2005: Kehä
- 2007: Luotisade
- 2009: Syvään Valoon
- 2010: Kultakalat

### Singles e Promos
- 2004: Rakkautta ja piikkilankaa
- 2004: Kylmää
- 2004: Totuus
- 2004: Näiden tähtien alla (Promo)
- 2005: Kaikki mitä mä annoin
- 2005: Huomenna (Promo)
- 2006: Kiertää kehää
- 2006: Tuhka (Promo)
- 2007: Vnus
- 2007: Varjoon Juuttunut
- 2007: Varjot (Promo)
- 2008: Rakkaudesta Hulluteen
- 2009: Polje
- 2009: Kukka
- 2009: Mitä Vittua EP
- 2010: Aikasi On Nyt